# Хеммендингер, Джудит
Джудит Хеммендингер (нем. Judith Hemmendinger; 2 октября 1923, Бад-Хомбург, Свободное государство Пруссия, Веймарская республика — 24 марта 2024) — израильская исследовательница и писательница, основной интерес: дети, пережившие Холокост. Во время Второй мировой войны она была социальным работником и консультантом по делам беженцев в Œuvre de secours aux enfants (OSE), французской еврейской организации помощи детям, базирующейся в Женеве, а с 1945 по 1947 год она руководила приютом во Франции для детей, переживших Бухенвальд. Она является автором книг и статей об опыте Холокоста и последующей жизни детей, переживших Холокост. В 2003 году она была награждена французским Орденом Почётного легиона.

## Ранние годы
Она родилась под именем Джудит Файст (нем. Judith Feist) в Бад-Хомбург-фор-дер-Хёэ, Германия, в семье Филиппа Файста, уроженца Франкфурта, который работал горным инженером, и его жены Ханны, урождённой Эйзенманн. Она была правнучкой Элиезера Липмана Филиппа Принса. Её семья придерживалась ортодоксального иудаизма и была зажиточной. Она была второй из пяти детей в семье. Когда ей было пять лет, её отец нашёл работу в парижском пригороде Обонн и перевёз семью во Францию. Будучи единственными евреями в своём районе, дети Файст посещали государственную школу, где они говорили по-французски и изучали светские предметы, а дома они говорили по-немецки и обучались ивриту и Библии. Когда старшая сестра Джудит пошла в среднюю школу, семья Джудит переехала в Париж.

## Вторая мировая война
Начало войны в сентябре 1939 года застало Файстов на ежегодных летних каникулах в Межеве на юге Франции. Филипп Файст был арестован как гражданин враждебного государства и интернирован в лагерь в Нормандии. Остальных членов семьи поместили в дом в Межеве. После освобождения Филиппа в июне 1940 года семья отправилась в Роан в Вишистской Франции. Однако немецкие чиновники посоветовали Филиппу вернуться в Париж, а его жена и дети остались в Роане. Позже Филипп поехал в Ниццу, чтобы открыть школу по указанию раввина Шнеура Залмана Шнеерсона. Он был арестован на вокзале Ниццы и интернирован в концлагерь Гюрс. Впоследствии его интернировали в концлагерь Дранси, а в сентябре 1943 года — в Освенцим, где он был убит в тот же день, когда прибыл.
Летом 1942 года Джудит начала работать в молодёжном общежитии для спрятавшихся детей, под управлением Œuvre de secours aux enfants (OSE), французской еврейской организации помощи детям, базирующейся в Женеве. 1 января 1943 года она отправилась в Талюйер, под псевдонимом Жаклин Фурнье, и присоединилась к тайной хахшаре (сионистскому сельскохозяйственному учебному институту), управляемому Eclaireuses et Eclaireurs israélites de France под видом сельскохозяйственной школы. Студенты в количестве 22 молодых евреев — мужчин и женщин — имели при себе фальшивые документы. У неё сложились отношения с одним из студентов, Клодом Хеммендингером, но в сентябре 1943 года мать позвонила ей, чтобы сопровождать Джудит и её младших братьев и сестёр при побеге в Швейцарию после ареста её отца. Семья пересекла Альпы с проводником, но была арестована после пересечения границы и задержана в Женеве.
После освобождения их отправили в лагерь беженцев, где Джудит работала учительницей. Она подала заявку на шестимесячный курс, предлагаемый OSE для подготовки социальных работников «Как справляться с послевоенной ситуацией», и была принята. В рамках своей работы она брала интервью у детей-беженцев, путешествующих по фальшивым документам, чтобы выяснить их настоящие личности, с целью воссоединить их со своими семьями после войны.

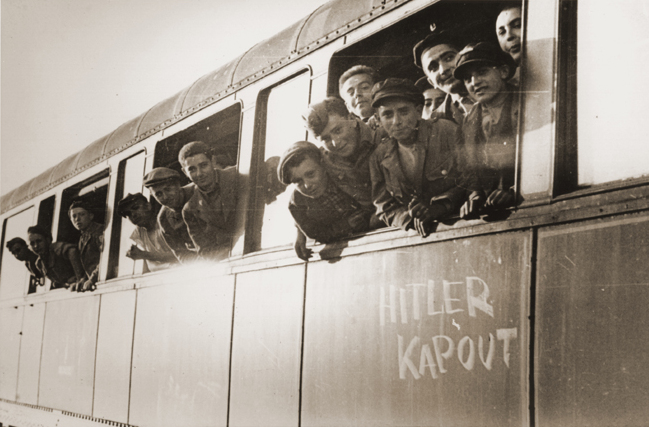
Еврейские дети, освобождённые из Бухенвальда, направляются в детский дом OSE в Экуи, Франция.

В мае 1945 года она откликнулась на призыв OSE к волонтёрам для ухода за детьми, пережившими концентрационный лагерь Бухенвальд. Она побывала в замке д’Амблуа в Луаре и Шере, Франция, где был оборудован дом для 90-100 мальчиков-подростков из ортодоксальных семей, которые просили кошерные условия и более высокий уровень соблюдения религиозных обрядов, чем тот, который предоставлялся большой группе детей, выживших в Бухенвальде. Хотя Джудит было всего 22 года, она заменила директора, которому было трудно общаться с подростками. Она осталась в учреждении во время его переезда в Шато де Восель в Таверни в октябре 1945 года и оставалась его директором до сентября 1947 года, когда последний ребёнок нашёл постоянное жильё. Среди мальчиков, находящихся под её опекой, были Исраэль Меир Лау, будущий главный раввин Израиля; его брат Нафтали Лау-Лави; Менаше Кляйн; и Эли Визель. Объясняя свой успех с мальчиками, которые по прибытии во Францию проявили крайнюю травмированость и тревогу, она сказала: «Я любила их, я никогда их не осуждала, я привязалась к ним и чувствовала, что это взаимно».
После закрытия дома Джудит уехала в Лондон, чтобы погостить у тёти и дяди. Там она получила письмо от Клода Хеммендингера, её однокурсника по хахшаре, который пожелал её снова увидеть. Они встретились в Париже и поженились в сентябре 1948 года. Сначала они поселились в кибуце в Бейт-Шеане, Израиль, но после смерти отца вернулись в дом матери Клода в Страсбурге. Они прожили в Страсбурге 20 лет. У них было два сына и одна дочь.

## Образование и исследования
В Страсбурге Джудит Хеммендингер начала посещать психотерапевта, чтобы разобраться со своим опытом военного времени. По возвращении семьи в Израиль в 1969 году она получила формальное образование, получив степень бакалавра в Иерусалиме, степень магистра в Университете Бар-Илан и докторскую степень в Страсбургском университете в 1981 году. Её докторская диссертация называлась «Реабилитация молодых выживших в лагерях смерти».
В 1982 году она опубликовала статью «Психосоциальная адаптация людей, побывавших в нацистских концентрационных лагерях в детстве — 30 лет спустя». В 1984 году она написала в соавторстве с Эли Визелем книгу «Les enfants: que sont devenus les 1000 enfants juifs sauvés en 1945?» (Дети Бухенвальда: Что случилось с 1000 еврейскими детьми, спасёнными в 1945 году?) (Favre, 1984) и в 1986 году «Выжившие: дети Холокоста» (National Press, 1986). Доктор Роберт Крелл, переживший Холокост, увидел нидерландский перевод книги 1984 года и в 2000 году перевёл её на английский вместе с дополнительными материалами под названием The Children of Buchenwald: Child Survivors of the Holocaust and Their Post-war Lives («Дети Бухенвальда: дети, пережившие Холокост, и их послевоенная жизнь») (Gefen, 2000).
Хеммендингер долгие годы поддерживала контакт с детьми Бухенвальда и их потомками. В 1970 году выжившие дети пригласили её на ужин, посвящённый двадцать пятой годовщине освобождения Бухенвальда.
В 2003 году она была награждена французским орденом Почётного легиона за работу по реабилитации детей, переживших Бухенвальд.
Умерла 24 марта 2024 года в возрасте 100 лет.